# Лобез (гміна)

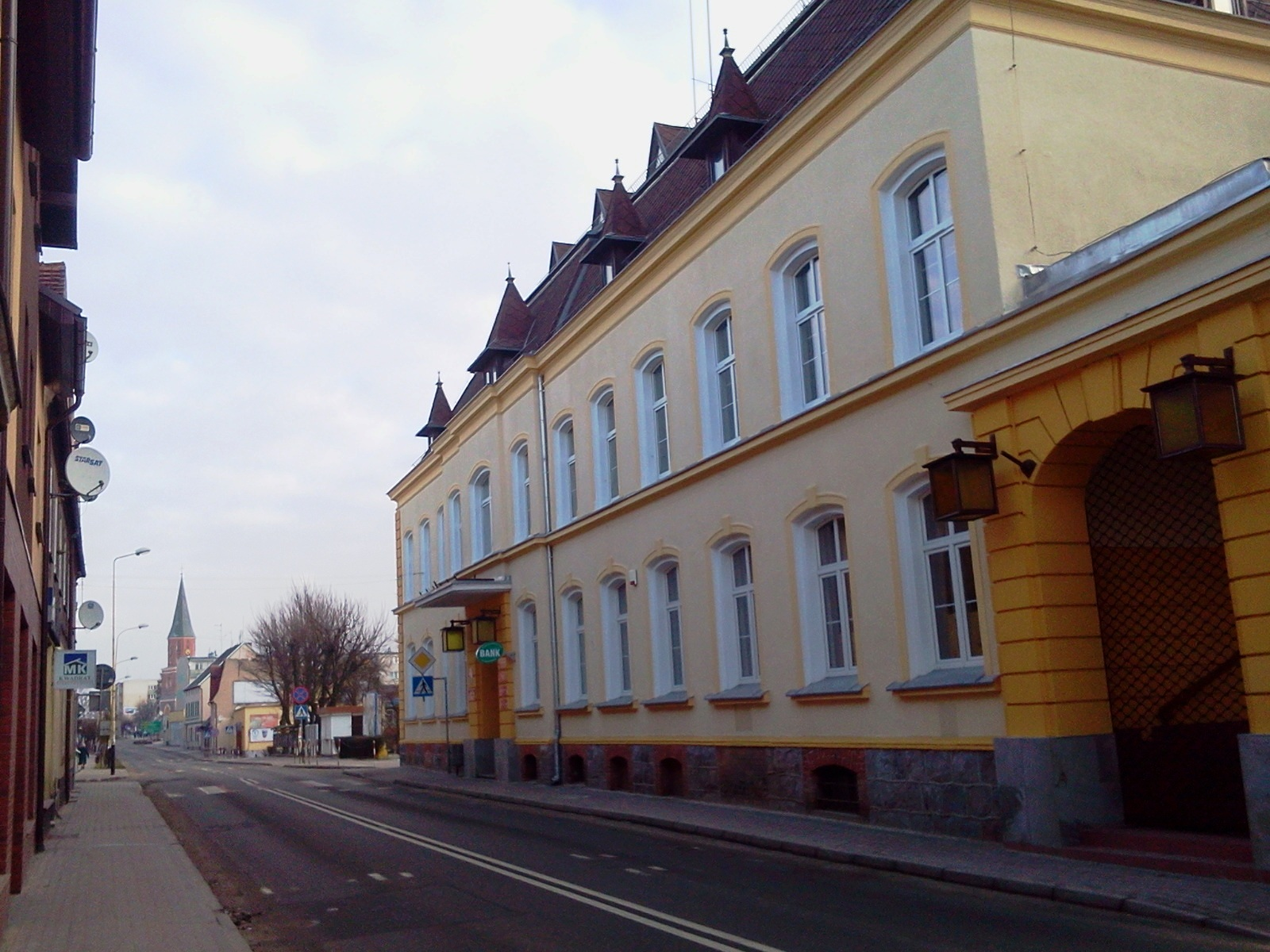
Муніципалітет

Гміна Лобез (пол. Gmina Łobez) — місько-сільська гміна у північно-західній Польщі. Належить до Лобезького повіту Західнопоморського воєводства.
Станом на 31 березня 2014 у гміні проживало 14 345 осіб.

## Територія
Згідно з даними за 2007 рік площа гміни становила 227.68 км², у тому числі:
- орні землі: 56.00%
- ліси: 32.00%

Таким чином, площа гміни становить 21.37% площі повіту.

## Населення
Станом на 31 грудня 2011:
| Опис     | Загалом | Загалом | Чоловіки | Чоловіки | Жінки | Жінки |
| -------- | ------- | ------- | -------- | -------- | ----- | ----- |
| одиниця  | осіб    | %       | осіб     | %        | осіб  | %     |
| все      | 14514   | 100     | 7099     | 48.91    | 7415  | 51.09 |
| міське   | 10632   | 100     | 5092     | 47.89    | 5540  | 52.11 |
| сільське | 3882    | 100     | 2007     | 51.70    | 1875  | 48.30 |

## Сусідні гміни
Гміна Лобез межує з такими гмінами: Бжежно, Венґожино, Дравсько-Поморське, Радово-Мале, Ресько, Свідвін.